# White House Office of Intergovernmental Affairs

Das White House Office of Intergovernmental Affairs (Büro des Weißen Hauses für zwischenstaatliche Angelegenheiten) ist eine Regierungsbehörde der Vereinigten Staaten, die im Weißen Haus in Washington, D.C. angesiedelt ist. Die Hauptaufgabe des Office of Intergovernmental Affairs besteht darin, die Beziehungen zwischen der Bundesregierung und den verschiedenen Regierungen der Bundesstaaten sowie den Behörden auf lokaler und territorialer Ebene zu koordinieren und zu verbessern.

## Geschichte
Im Jahr 1955 berief Präsident Dwight D. Eisenhower den früheren Gouverneur von Arizona John Howard Pyle als Special Assistant to the President for Intergovernmental Affairs. Die Ernennung erfolgte auf Empfehlung der Kestnbaum Commission on Intergovernmental Relations, die vom Kongress eingesetzt worden war, um Probleme in der Zusammenarbeit zwischen der föderalen Regierung und den Regierungen der Bundesstaaten zu untersuchen. Im Jahr 1969 wurde dann von Präsident Richard Nixon das Office of Intergovernmental Affairs gegründet. Die Einrichtung des Büros war eine Reaktion auf das wachsende Bedürfnis nach besserer Zusammenarbeit zwischen der Bundesregierung und den einzelnen Bundesstaaten, Städten und Territorien.
Die Rolle des Office of Intergovernmental Affairs hat sich im Laufe der Jahre weiterentwickelt und wurde von verschiedenen Präsidenten genutzt, um die Kommunikation und Koordination mit den staatlichen und lokalen Regierungen zu stärken.

## Aufgaben und Funktion
Das White House Office of Intergovernmental Affairs hat mehrere Hauptaufgaben und Funktionen:
- Koordination der Zusammenarbeit: Die Behörde ist dafür verantwortlich, die Zusammenarbeit und Kommunikation zwischen der Bundesregierung und den verschiedenen staatlichen, lokalen und territorialen Regierungen zu koordinieren. Dies umfasst den Austausch von Informationen, die Klärung von politischen Fragen und die Entwicklung gemeinsamer Initiativen und Programme.

- Vertretung der Bundesregierung: Das Office of Intergovernmental Affairs vertritt die Positionen und Interessen der Bundesregierung gegenüber den staatlichen, lokalen und territorialen Regierungen. Es dient als Schnittstelle zwischen den Regierungsebenen und stellt sicher, dass die Anliegen und Prioritäten der Bundesregierung angemessen berücksichtigt werden.

- Förderung der Zusammenarbeit: Die Behörde arbeitet daran, die Zusammenarbeit und Partnerschaft zwischen der Bundesregierung und den staatlichen, lokalen und territorialen Regierungen zu fördern. Dies beinhaltet die Unterstützung von gemeinsamen Projekten, den Austausch bewährter Verfahren und die Lösung gemeinsamer Herausforderungen.

## Organisation
Das White House Office of Intergovernmental Affairs ist Teil des Executive Office of the President of the United States, das den Präsidenten der Vereinigten Staaten bei der Wahrnehmung seiner Amtsgeschäfte unterstützt. Die Behörde wird von einem Direktor geleitet, der von der Regierung ernannt wird. Seit dem 12. Juni 2023 ist dies Tom Perez, der frühere Berater von Präsident Barack Obama.
Die Mitarbeiter des Office of Intergovernmental Affairs arbeiten eng mit anderen Behörden und Ämtern der Bundesregierung zusammen, um die Beziehungen zu den staatlichen, lokalen und territorialen Regierungen zu stärken und die Umsetzung von politischen Initiativen zu unterstützen.